# Stylita

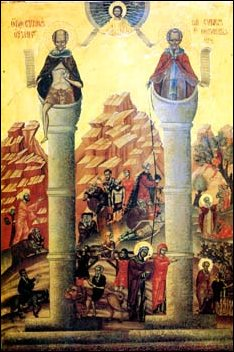
Ikona zobrazující Simeona Stylitu staršího a Simeona Stylitu mladšího

Stylita neboli sloupovník byl křesťanský poustevník v byzantské říši, který žil asketickým životem, nikoliv však na poušti, ale na vysokém sloupu, a to často mnoho let. Věnoval se modlitbám a rozjímání, případně kázal poutníkům, kteří za ním přicházeli a ctili ho jako světce. Stylité se leckdy svými radami vměšovali i do politického života. Jejich sloupy stávaly na odlehlých, ale i frekventovaných místech, například u obchodních cest. Tato forma asketického života byla poměrně velmi populární do počátku ikonoklasmu a opět po ukončení bojů o uctívání obrazů, v 10. století.
Jako první začal žít na sloupu Simeon Stylita starší v polovině 5. století.